# Dübendorf
Dübendorf este o comună din Zürich în Elveția cu populația în jur de 28.000. În Dübendorf se produce tutun. De asemenea, este prezentă și industria chimică.

## Imagini

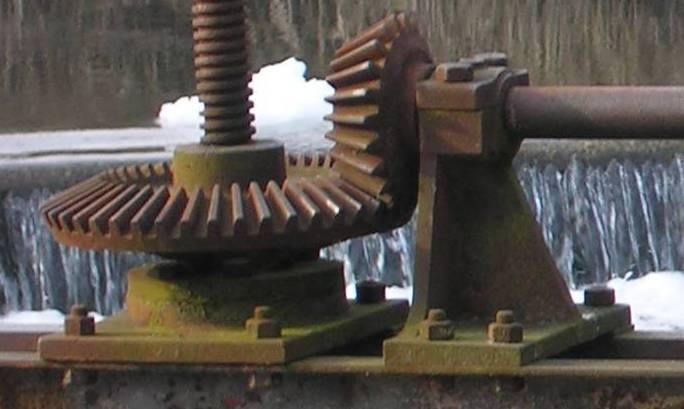
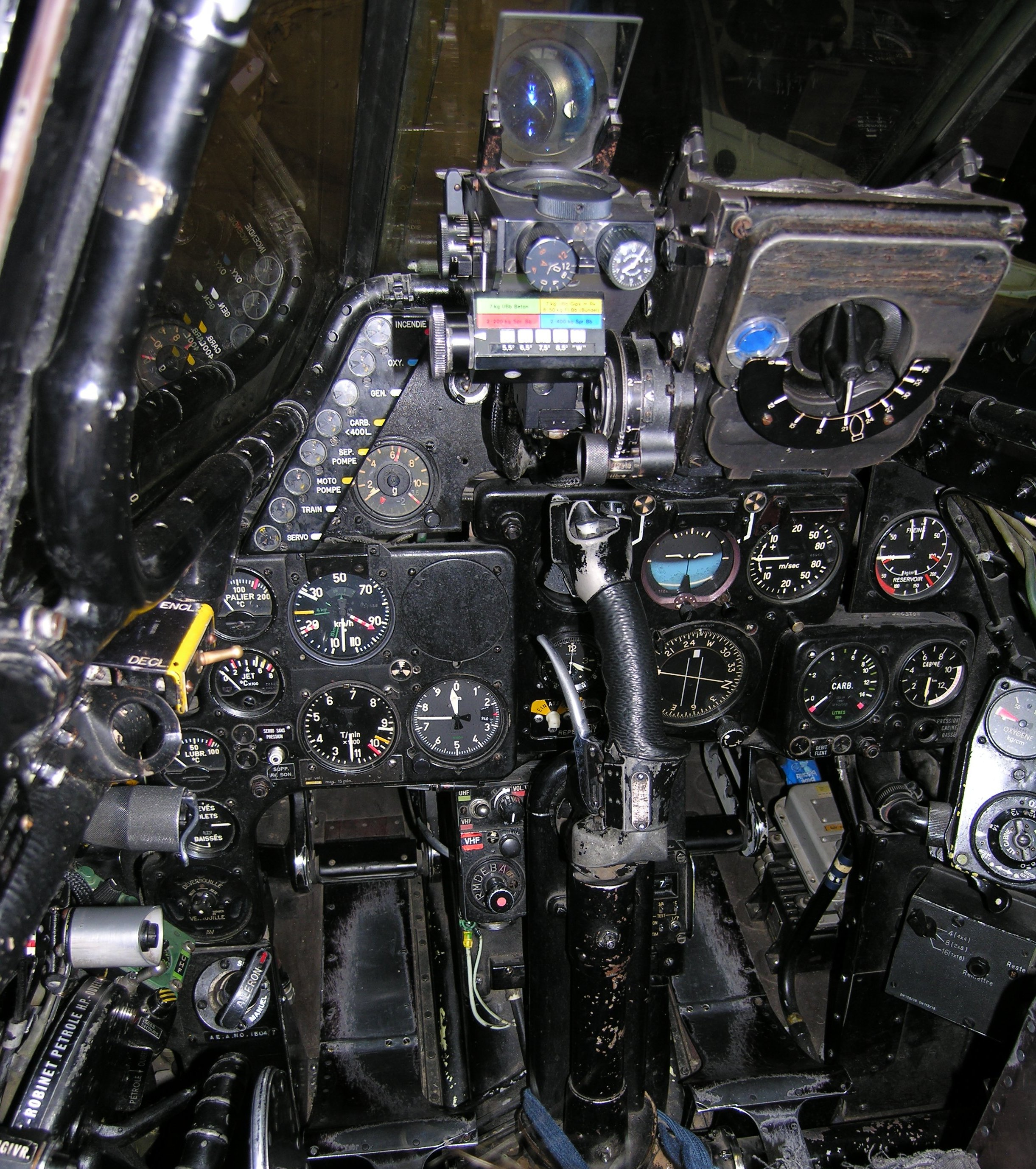
Primul avion de vânătoare, numit „Vampire”, este prezent în muzeul militar din  Dübendorf
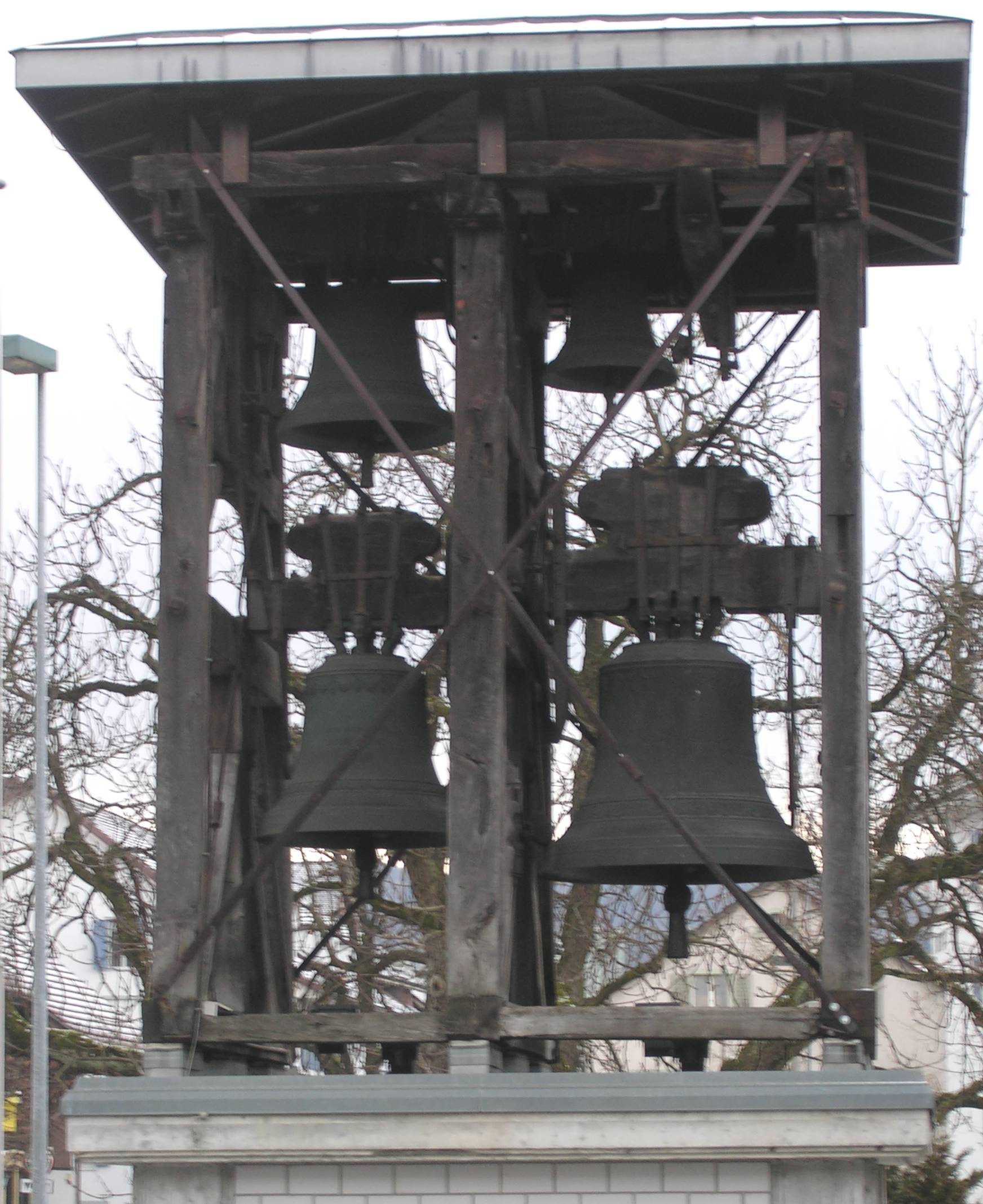
Clopotul bisericii în centrul Dübendorf în anii 1870 - 1968.

## Personalități născute aici
- Max Hürzeler (n. 1954), ciclist.